# Нестле, Эрвин
Э́рвин Нестле́ (нем. Erwin Nestle; 1883—1972) — немецкий протестантский богослов.

## Биография
Эрвин Нестле родился 22 мая 1883 года в городе Мюнзингене в семье протестантского библеиста Христофа Эберхарда Нестле и Клары Коммерел (1852—1887); он был единственным ребёнком в этом браке. Его мать умерла из-за болезни, когда ему было четыре года и спустя некоторое время отец женился во второй раз на Элизабет Айхеле (1867—1944), которая родила ему ещё одного сына и пять дочерей.
Окончил Тюбингенский университет, где в 1911 году защитил диссертацию, озаглавленную «Judaea bei Josephus», темой которой стал Иосиф Флавий. На выбор профессии, несомненно, повлияла работа отца; впоследствии им были опубликованы ряд трудов отца, которые тот не успел подготовить к публикации при жизни.
Деятельность Нестле получила всемирную известность в связи с изданием (совместно с профессором Вестфальского университета имени Вильгельма Куртом Аландом) критического греческого текста Нового Завета, учитывающего большинство сохранившихся новозаветных папирусов и рукописей. Это издание известно под именем «Греческий Новый Завет в редакции Нестле-Аланда» («Novum Testamentum Graece Nestle — Aland»), оно выдержало многочисленные переиздания (последнее, 28-е издание вышло в 2012 году; Нестле в 26-м, 27-м и 28-м участия уже не принимал).
В 1924 году Эрвин Нестле вместе с И. Дазе опубликовал книгу «Das Buch Jeremia», в которой содержался подготовленный ещё его отцом критический текст Книги пророка Иеремии.
Эрвин Нестле умер 21 июня 1972 года в городе Ульме.
Его сын Фриц Нестле (1930—2015) стал математиком.